# Amakusanthura pimelia
Amakusanthura pimelia är en kräftdjursart som först beskrevs av Gary C.B. Poore och Lew Ton 1985.  Amakusanthura pimelia ingår i släktet Amakusanthura och familjen Anthuridae. Inga underarter finns listade i Catalogue of Life.